# 인체
| 인체 성분 60kg의 일반인 기준 |         |             |
| 성분                         | 무게    | 원자 백분율 |
| 산소                         | 38.8 kg | 25.5 %      |
| 탄소                         | 10.9 kg | 9.5 %       |
| 수소                         | 6.0 kg  | 6.3 %       |
| 질소                         | 1.9 kg  | 1.4 %       |
| 칼슘                         | 1.2 kg  | 0.2%        |
| 인                           | 0.6 kg  | 0.2 %       |
| 칼륨                         | 0.2 kg  | 0.07 %      |

우리 몸의 특질을 그린 지도

인체(人體, 영어: human body)는 인간이라는 유기체가 지닌 신체적 구조를 전체적으로 지칭하는 말이다. 그 몸이란 크게 머리, 목, 몸통, 두 개의 팔과 다리로 이루어져있다. 대체적으로 성인 남성의 키는 170cm 이하라고 보며 이는 운동이나 식사법에 많이 좌우된다고 볼 수 있다. 물론 유전에 의한 요소가 강하다고들 하지만 신체 타입이나 신체의 성분도는 영양에도 적잖은 영향을 받는다.
한 개체가 성인의 시기로 접어들기까지 온몸의 세포는 대략 30조 개에 달하는 세포로 이뤄져있다고 한다. 각 부분의 유기체는 필수적인 생명 기능을 수행하도록 되어 있는데 이들에는 순환 체계, 면역 체계, 호흡 체계, 소화 체계, 배설 체계, 근육 운동, 신경 운동, 남성과 여성의 생식 등이 포함된다.
사람의 몸은 조직체와 세포로 크게 구분하기도 하며 소분자에서부터 폴리펩티드와 같은 아미노산 결합물이 세포 속에 있으면서 세포의 발생을 촉진하게 된다.

## 구분 및 명칭
인체의 기본적인 구성은 다른 모든 포유류와 마찬가지로 두부(頭部)·동체부·지부(肢部)로 크게 나눌 수 있다.
- 두부는 뇌를 수용하는 좁은 의미의 머리, 내장의 입구인 얼굴, 동체와의 연결부인 목으로 구별된다.
- 동체부는 내장이 들어 있는 부분으로, 앞에서 보면 흉곽이라는 뼈대를 가진 가슴과 늑골이 없는 배로 구별되는데, 몸속에는 횡격막이 그 경계를 이루고 있다. 뒤에서 보면 경계는 뚜렷하지 않은 대신 골반에 해당하는 둔부(엉덩이)가 구별된다.
- 지부는 직립 자세를 취하고 있기 때문에 상지(上肢)·하지(下肢)라고 하는데, 이는 일반적인 포유류의 앞다리·뒷다리에 해당한다.

이상 각 부분은 각기 필요에 따라 더욱 세분되고 있는데, 그 구분 방법은 학자에 따라서 반드시 일치하지는 않는다. 생체는 원래 전체가 합쳐져 하나가 되어 있기 때문에 화차를 연결한 것처럼 이어져 있는 것이 아니어서, 편의상 구분은 할 수 있어도 그 경계는 뚜렷하지 않다. 그래서 정확하게 장소를 지시하려면 인위적으로 경계선을 설정할 필요가 있다.
이와 같은 구분은 대부분의 경우 그대로 신체 내부의 구분에도 적용되는데, 그 경계는 체표와 반드시 일치하지는 않는다. 예를 들어 어깨나 가슴은 체표에서는 동체의 일부이지만, 내부의 근육이나 견갑골·쇄골 등은 상지에 속하며, 골반도 그 대부분은 하지에 포함되어 엉덩이를 구성하는 근육은 모두 하지를 움직이는 근육이다.

## 인체 학문 분류[2]
인간 신체를 구조적 특징을 기준으로 연구하는 분야를 해부학이라 하고, 신체 내 기관의 분비물과 그 효과를 기준으로 연구를 하는 것을 생리학과 구분한다.
처음에는 해부학에 사람 몸을 해부한다고 하여 인체 해부학이란 용어가 해부학 내에서 많이 사용됐다.
하지만, 동물을 따로 연구하는 동물학 분과들이 있다는 사실과 인간 기준의 학문을 다 사람 자를 붙여야 되냐는 의문에 그 학문은 이름에서 인체라는 글자를 제거했다.
신경생리학처럼 생리적인 기준에서 신체 부위를 연구하는 학문 이름뒤엔 "~생리학" 글자가 붙고 해부학적인 기준에서 신체 부위를 연구하는 학문 이름 뒤엔 신경해부학처럼 "~해부학"글자가 붙는다.
그 외 담당 부위에 따라 인체 연구 학문은 뇌과학, 정형외, 치주, 내분비 같이 세분화되어  인체의 특정 부위만을 깊이 연구하도록 분리돼 있다.

## 같이 보기
- 기관계
- 인체 골격근 목록
- 사람 세포 유형 목록
- 인간 생리학에서의 성 차이